# Kostas Katsuranis
Konstandinos „Kostas” Katsuranis (ur. 21 czerwca 1979 w Patras) – grecki piłkarz grający na pozycji defensywnego pomocnika.

## Kariera
Katsuranis profesjonalną karierę zaczynał w 1996 roku w klubie Panachaiki, którego zawodnikiem był do 2002 roku, kiedy to wypatrzyli go działacze AEK Ateny. W ateńskim zespole spędził 4 udane lata podczas których zadebiutował w reprezentacji Grecji i Lidze Mistrzów. W końcu latem 2006 roku został graczem Benfiki Lizbona, w której grał do czerwca 2009. 1 lipca 2009 roku Katsouranis podpisał 4-letni kontrakt z greckim Panathinaikos AO. W 2012 roku przeszedł do PAOK Saloniki.
W kadrze narodowej od 2003 roku rozegrał 60 meczów i strzelił 7 goli. W 2004 roku wraz z drużyną narodową odniósł największy sukces w karierze – zdobył Mistrzostwo Europy na boiskach Portugalii.